# Целтніекс (стадіон)
Стадіон «Целтніекс» (латис. Stadions „Celtnieks”) — стадіон в місті Даугавпілс місткістю 1 980 глядачів, є домашньою ареною футбольного клубу «Даугавпілс».

## Історія
Стадіон побудований в 30-х роках 20-го століття, в 1946 році стадіон був переданий спортивному товариству «Спартак» Міськпромкомбінату, в 1950-60-х роках — спортивному товариству «Даугава», потім спортивному товариству «Будівельник» Даугавпілського загальнобудівельного тресту, багаторазово переобладнаний (у 1989 році знесена основна трибуна і на її місці побудовано спорткомплекс з декількома залами, басейном і готелем, в результаті цього кількість місць для глядачів скоротилася з 5 до 2-х тисяч).
Остання реконструкція проводилася у 2011 році (природне трав'яне покриття поля замінено штучним).